# August Storm
August Ludvig Storm, född 23 oktober 1862 i Motala, död 1 juli 1914, var en svensk överstelöjtnant och finanssekreterare i Frälsningsarmén samt sångförfattare.
Storm studerade på handelsskola i Stockholm. Under sin ungdom rörde sig hans liv runt glada upptåg och underhållning. Om han någon gång gick till Frälsningsarmén var det för att göra sig lustig över frälsningssoldaterna. Under en teaterföreställning drabbas han av stor oro och rusar till Frälsningsarméns tredje kår på Lilla glasbruksgatan i Stockholm. Där rusar han fram till botbänken och lämnar sig till Gud, detta sker som 25-åring år 1887. Storm blir frälsningssoldat och några sånger börjar publiceras under signaturen August S i Stridsropet. 
Eftersom Storm studerat vid handelsskolan och var en duktig matematiker fick han uppdraget att organisera FA:s finansdepartement.
Han författade texten till sången "Tack min Gud för vad som varit" som 29-åring och den publicerades i Stridsropet 5 december 1891. Vid 37 års ålder drabbades han av en svår ryggmärgsskada, men trots stora plågor fortsätter han sitt arbete som finanssekreterare och det sägs att ingen någonsin hörde honom klaga. Han var trots skadan lycklig och deltog i Frälsningsarméns möten med böner, tal och Halleluja-rop.
En annan sång August Storm har författat är "Öppna hjärtats dörr". Den har blivit mer känd i Norge, där den är översatt till norska år 1927 av Nils Lavik. "Opna hjartans dør" finns även med i Norsk Salmebok 1985 som nummer 402.
August Storm är begravd på Norra begravningsplatsen utanför Stockholm.

## Sånger
- Tack, min Gud, för vad som varit
- Stige högt mot himlen
- Framåt! Så ljuder vårt fältrop idag (Sången användes i filmen Körkarlen från 1958)
- Till strid för Gud vi glatt framtågar
- O, jag ser min Faders hand i naturens under
- Öppna hjärtats dörr